# Judy Carmichael
Judy Carmichael (Lynwood, 1957. november 27. –) Grammy-díjra jelölt amerikai dzsesszzongorista, énekesnő.

| Judy Carmichael                           | Judy Carmichael                           |
| Kattints az alábbi külső linkek egyikére! | Kattints az alábbi külső linkek egyikére! |
| ----------------------------------------- | ----------------------------------------- |
| Nem található szabad kép.(?)              |                                           |
| külső link · jogvédett                    | Judy Carmichael                           |

## Pályakép
Minden zongorista jobb egy Steinway-jel, de egy profi számára az valóra vált álom. Minden elképzelésünk gazdagabb és mélyebb lesz, és egy Steinway segítségével bármi, amit elképzeltünk, megvalósul.
Lea Hohenstein néven született Dél-Kalifornia egyik külvárosában. 4 éves korától édesanyja tanította zongorázni, majd a professzionális képzése, következett. Első nyilvános fellépése 17 éves korában volt. Nem sokkal ezután Eubie Blake-kel a Los Angeles-i ragtime egyesület The Maple Leaf Club előadásán játszott.
A ragtime iránti szeretete akkor kezdődött, amikor a nagyapja 50 dollárt ajánlott fel unokájának, ha el tudta játszani a „Maple Leaf Rag”-et. „Mondtam a zongoratanárnőmnek, hogy szeretném megtanulni, de nem volt hajlandó megtanítani. Kottából tanultam meg. Amint megtanultam, eljátszottam a nagyapámnak, átvettem az 50 dollárt, és abbahagytam a zongoraleckéket.”
A Grammy-díjra jelölt jazz-zongorista Judy Carmichael a stride and swing zongora egyik vezető tolmácsolója a világon. Count Basie Carmichaelt „Stride”-nek nevezte el, elismerve a késztetést, amellyel ezt a technikailag és fizikailag is megerőltető zongorastílust játssza.
Judy Carmichael ünnepelt csevegő alkatú énekes is. Kicsiket és nagyokat egyaránt vonzanak vidám, swinges koncertjei. Az amerikai JazzTimes Magazine ezt írta róla: „Judy Carmichael figyelemre méltó képességeket mutat Peggy Lee megnyerő lényének és homályba vesző érzéketlenségének közvetítésében. Annie Ross szólóalbumainak intenzív éleslátását is visszhangozza. Győztesen ötvözi minden idők legjobb, legintuitívabb dzsesszénekeseit.”
Judy Carmichael gyakran szerepel rádiók és tévék adásaiban. Producere és házigazdája a Jazz Inspired című National Public Radio (NPR) műsoroknak több, mint húsz éve.
Judy Carmichaelnek két könyve jelent meg  stride zongora-feldolgozásokról. Benne van a The Encyclopedia of Jazz-ben, és más szakkönyvekben.
1985 óta a Steinway & Sons egyik „saját” művésze.

## Albumok
- 1980: Two Handed Stride
- 1983: Jazz Piano
- 1985: Old Friends
- 1985: Pearls
- 1993: Trio
- 1994: Basie Called Her Stride
- 1994: Chops
- 1994: Judy
- 2013: I Love Being Here with You
- 2008: Come and Get It
- 2016: Can You Love Once More?

## Díjak
- Grammy-díj jelöltje